# ولادی‌قفقاز
وْلادی‌قفقاز (به روسی: Владикавказ) پایتخت جمهوری اوستیای شمالی-آلانیا در جنوب‌غرب روسیه است.
این شهر در جنوب شرقی جمهوری آلانیا واقع و در یکی از کوهپایه‌های رشته‌کوه قفقاز، در سواحل رودخانه تِرِک (Terek)رود ترک واقع است. ولادی‌قفقاز یکی از پرجمعیت‌ترین شهرهای ناحیه فدرالی قفقاز شمالی است.

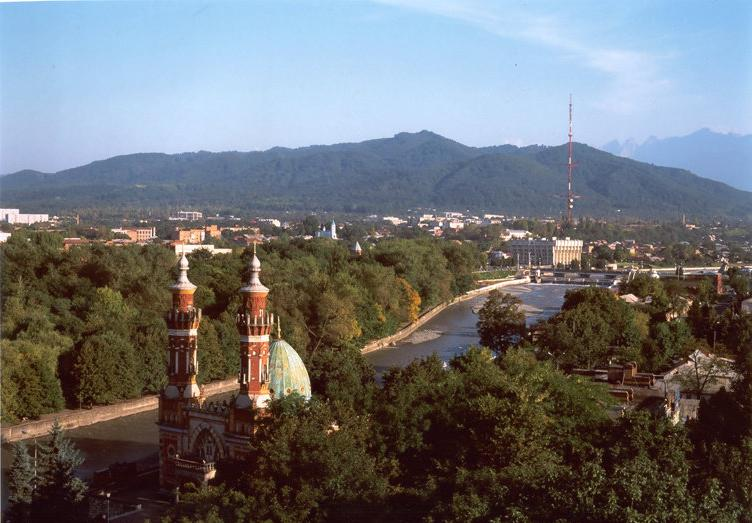
نمای ولادی‌قفقاز از مسجد مختاروف

اکثریت ساکنان این شهر را آسی‌ها، روس‌ها، آذربایجانی ها و ارمنی‌ها تشکیل می‌دهند. جمعیت ولادی‌قفقاز در سال ۲۰۱۰ میلادی، بالغ بر ۳۱۱٬۶۰۰ نفر بوده‌است.
این شهر یک مرکز صنعتی و همچنین یک مرکز حمل و نقل به شمار می‌آید. از جمله‌ی تولیدات این شهر می‌توان به محصولاتی از روی، سرب، انواع گوناگون ماشین‌آلات، محصولات شیمیایی، محصولات غذایی و پوشاک اشاره کرد.

## تاریخچه
ولادی‌قفقاز در ماه مه ۱۷۸۴ میلادی و در دوران فرمانروایی کاترین دوم به عنوان پایگاه روسیه در منطقه اوستیا، در ساحل راست رودخانه ترک و در ورودی تنگه‌ای در رشته‌کوه‌های قفقاز ابتدا به شکل یک قلعه ساخته شد. در سالهای بعد کلیسای ارتودکسی در مجاورت این قلعه ساخته شد. این منطقه از لحاظ موقعیت ژئوپلتیک و استراتژیک برای روسیه بسیار مهم بود. زیرا این قلعه در ابتدای مسیر نظامی روسیه به گرجستان احداث شده بود. ولادی‌قفقاز در حقیقت نقطه‌ی آغازین مسیر ارتباطی روسیه به گرجستان بود.
سال‌های زیادی گذشت و این مرکز همچنان به فعالیت خود ادامه داد تا اینکه در ۳۱ مارس ۱۸۶۱ میلادی، با پایان بخشی از جنگ قفقاز، ولادی‌قفقاز به صورت یک شهر در آمد و خیلی زود به مرکز اداری استان ترک تبدیل شد. توسعه روزافزون این شهر، امکان اتصال آن به خط آهن روستوف-نا-دونو را فراهم کرد و پس از آن زندگی مدرن شهری روانه این منطقه شد و کم‌کم طبیعت زیبا، حیرت‌انگیز و بکر منطقه با فناوری‌های آهنینِ بی‌روح آمیخته شد. شاعرانی چون کوستا خیتاگوروف و پیشکسوتان فرهنگ اوستیایی مثل سکا هادییف، آرسن کاتسویف و مهاربیک توگانف، که در این شهر زندگی می‌کردند، در حفظ این فرهنگ و هویت نقش مهمی داشتند. یوگنی واختانگف در این شهر متولد شد و تحصیل کرد. میخائیل بولگاکف، برگولتس، سرافیموویچ نیز بسیاری از تجربه‌های کاری خود را در این منطقه کسب کردند. برخی از نام‌آوران مشهور ادبیات روسیه مانند الکساندر گریبایدف، الکساندر پوشکین، میخائیل لرمونتوف، لف تالستوی، آلکساندر آستروفسکی و آنتون چخوف نیز به این شهر سفر داشته‌اند و بی‌تردید بسیاری از آثار ارزشمند ادبی از فرهنگ و تمدن مردمان این شهر تأثیر پذیرفته‌است.